# Rodney Eastman
Rodney Eastman (n. 20 de julio de 1967) es un actor canadiense. También es un músico en una banda llamada "King Straggler" con los actores John Hawkes y Brent Gore. La banda reside en Los Ángeles, California.

## Vida y carrera
Eastman ha protagonizado en varias películas, y su mejor papel conocido es en la película de terror de 1987, A Nightmare on Elm Street 3: Dream Warriors como Joey Crusel. En 1988, repitió su papel en la secuela, A Nightmare on Elm Street 4: The Dream Master. Sus otras películas incluyen Deadly Weapon, Mobsters, The Opposite of Sex y Knight to F4.
Eastman también hizo apariciones en series de televisión, incluyendo, Highway to Heaven, Starman, Charles in Charge, Melrose Place, CSI: Crime Scene Investigation, Babylon 5 (como "Kiron Maray" en el episodio "The War Prayer", en 1994), como "Sammael" en Millenium de Chris Carter, The Protector, Renegade, ER y Sliders. También apareció como Lee Sekelling en El mentalista.

## Filmografía
- Extracted (2012)
- Spork (2011)
- Janie Jones (2010)
- Sheeps and Wolves (2010)
- I Spit on Your Grave  (2010)
- The Black Belle (2010)
- Rule of Three (2008)
- Fix (2008)
- Sawtooth (2004)
- Con Express (2002)
- The Caveman's Valentine (2001)
- Sand (2000)
- The Dancer (2000)
- Blue Ridge Fall (1999)
- Random Acts of Violence (1999)
- Clubland (1999)
- The Opposite of Sex (1998)
- No One Would Tell (1996)
- Mobsters (1991)
- Touched by an Angel - 1 episodio Cassie's Choice, 1994
- Deadly Weapon (1989)
- A Nightmare on Elm Street 4: The Dream Master (1988)
- A Nightmare on Elm Street 3: Dream Warriors (1987)
- Chopping Mall (1986)